# Opius paris
Opius paris är en stekelart som beskrevs av Fischer 1968. Opius paris ingår i släktet Opius och familjen bracksteklar. Inga underarter finns listade i Catalogue of Life.